# Evenki
Evenki (stari ruski izraz Tunguzi) so avtohtono nomadsko ljudstvo severne Azije, ki v večjem številu prebiva na območju Rusije (35.572 – popis 2002), Kitajske (30.505 – popis 2002) in Mongolije. V Rusiji so priznani kot avtohtono prebivalstvo, na Kitajskem pa so ena od 56 priznanih etničnih skupin znotraj države.
Evenkov je danes približno 67.000 in govorijo evenški in ruski jezik. Sami sebe imenujejo z več izrazi, med katerimi sta najbolj znana even in evenk; slednji je bil leta 1931 sprejet kot uradno poimenovanje ljudstva. Antropološko pripadajo bajkalski ali paleosibirski skupini mongolskega tipa in izvirajo iz starodavnega paleosibirskega ljudstva, ki je poseljevalo območje reke Jenisej do Ohotskega morja, njihov jezik pa je po številu govorcev največji v severni skupini tunguško-mandžurskih jezikov.